# Camp de déplacés Kanyaruchinya
Le camp de déplacés de Kanyaruchinya est situé dans la province du Nord-Kivu, dans l'est de la République démocratique du Congo (RDC), à environ 10 kilomètres au nord de la ville de Goma, chef-lieu de la province. Ce camp a été établi pour accueillir les personnes déplacées internes (PDI) fuyant les violences armées et les conflits récurrents qui touchent cette région depuis plusieurs décennies.

## Historique
La région du Nord-Kivu est l'une des zones les plus instables de la RDC en raison de la présence de nombreux groupes armés, de conflits interethniques et de tensions liées à l'exploitation des ressources naturelles. Ces violences ont forcé des centaines de milliers de personnes à quitter leurs villages pour trouver refuge dans des camps ou auprès de communautés d'accueil.
Le camp de Kanyaruchinya a vu le jour dans les années 2010, notamment lors des offensives du M23, un groupe armé rebelle. Les vagues successives de déplacements se sont intensifiées à partir de 2021, lorsque le M23 a repris ses activités dans la région.

## Caractéristiques et population
Le camp de Kanyaruchinya héberge des milliers de déplacés internes, dont des femmes, des enfants et des personnes âgées, souvent dans des conditions précaires. Les infrastructures sont limitées, et les habitants dépendent principalement de l'aide humanitaire pour leur survie.
Les principales caractéristiques du camp incluent :
- Refuges improvisés : La plupart des familles vivent sous des tentes en bâche ou dans des abris de fortune[5],[6].
- Manque d'accès à l'eau potable : Les ressources en eau sont insuffisantes, ce qui entraîne des problèmes sanitaires graves[7],[8],[9],[10].
- Services de base : L'accès à la nourriture, aux soins de santé et à l'éducation reste un défi majeur[11],[12],[13].

En 2023, des estimations faisaient état de plus de 70 000 personnes vivant dans le camp, bien que ce chiffre fluctue en fonction des évolutions sécuritaires.

## Défis humanitaires
Le camp de Kanyaruchinya est confronté à de nombreux défis, notamment :
1. Surpopulation : L'afflux constant de déplacés dépasse la capacité d'accueil du site[15].
2. Conditions sanitaires dégradées : Les maladies comme le choléra et la malaria sont fréquentes en raison du manque d'eau potable et de l'absence de latrines adéquates[16].
3. Insécurité persistante : La proximité du front des combats expose les habitants à des risques de violence et de nouveaux déplacements[17].
4. Insuffisance de l'aide humanitaire : Bien que des organisations internationales et locales interviennent, les besoins surpassent les ressources disponibles[18].

## Perspectives et solutions envisagées
Face à l'aggravation de la crise, plusieurs initiatives ont été mises en place :
- Intervention des Nations Unies : La MONUSCO (Mission de l'Organisation des Nations unies pour la stabilisation en RDC) et d'autres agences humanitaires fournissent de l'aide alimentaire, médicale et logistique[19],[20].
- Appels au soutien international : Les ONG plaident pour un accroissement des financements et de l'assistance aux déplacés[21],[22].
- Programmes de réintégration : À long terme, des solutions pour permettre le retour des déplacés dans leurs zones d'origine sont envisagées, sous réserve d'une amélioration de la sécurité[23],[24].

Importance du camp dans la crise humanitaire de l'Est de la RDC
Le camp de Kanyaruchinya illustre l'ampleur de la crise humanitaire dans l'est de la RDC. Il symbolise à la fois la résilience des populations affectées et les limites des interventions en contexte de conflit prolongé. L'évolution de la situation dans le Nord-Kivu, ainsi que l'engagement de la communauté internationale, seront déterminants pour l'avenir des milliers de déplacés qui y résident.